# 神門光太朗
神門 光太朗（かんど こうたろう、1978年3月11日 - ）は、NHKのアナウンサー。

## 経歴・人物
好きな食べ物はドリア、グラタンのこげたところ。
身長は173cm。

### 幼年時代
11歳離れた弟がいる。ラジオを自分から能動的に聴き出したのは、小学4年生の頃だったと話している。当時は岡山県内に住んでいた頃で、ケガをして学校を休んでいた日に退屈だったのでラジオを点けたところ、地元・山陽放送ラジオの『サテスタワイドビバ!アフタヌーン』（パーソナリティ：滝沢忠孝）が聴こえてきて、告知された番号に電話をすると、番組にも電話出演することができた。その後、まだ赤ちゃんだった弟の夜泣きがすごく、寝られずにラジオを点けたところ、その時に聴いた番組がとても面白いと思い、これがきっかけでラジオに夢中になってたくさん各番組宛にはがきを出すようになり、毎週10 - 20通ほど書いていた。演歌番組の『演歌春秋』にも採用はされなかったがよく出していたという。他にラジオ番組は『ウッチャンナンチャンのオールナイトニッポン』や『伊集院光のOh!デカナイト』（遠距離受信して聴いていた）などをよく聴いており、使っていたペンネームは「蟹江敬三ファン」などがあった。放送作家になりたいとも思うようになり、添削指導の「秋元康放送作家塾」も受講していたことがあった。この他、阪神タイガースファンであったことから阪神担当のスポーツ新聞記者やラジオディレクターになりたいとも思っていた。

### 就職活動
島根県立松江東高等学校を経て、早稲田大学卒業。大学時代はニッポン放送スポーツ部でアルバイトをしていた。ある日、中継の無いプロ野球の試合で途中経過やニュースの素材用として実況を担当するアナウンサーが来られなくなり、代わりにアルバイトの神門が実況を担当することになり、ただ淡々と実況するだけでは面白くないと、プロの実況アナウンサーの真似をして喋っていたところ（本人曰く、胡口和雄と山田透の真似をして喋ったとのこと）、これを聴いていたニッポン放送アナウンサーの宮田統樹から、お前は面白いからと同局アナウンサーの入社試験を勧められる。ディレクター志望で一般職での受験を望んでいたが、アナウンサー試験を受けるも最終試験で不合格となり、一年後に再受験するも再び不合格。同時に受験していたNHKで採用となり、2001年に入局。

### NHK入局後
2016年時点では妻と子供を残し単身赴任中であったが、「2017年4月からは再び家族と一緒に生活している」と語っている。2016年4月から『ごごラジ!』（NHKラジオ第1）のパーソナリティを3年間担当したが、降板後の2019年7月に、北海道十勝地方を管轄するNHK帯広放送局へ異動。異動後の2020年3月には、北海道の拠点局であるNHK札幌放送局制作の『まるごと雑談ラジオ～がんばろう北海道～』（ラジオ第1放送での北海道向け特別番組）において、帯広放送局へ在籍したまま企画からパーソナリティまで担当した。
『ごごラジ!』のパーソナリティを務めていた2017年6月19日に、同番組にゲストで出演した吉田照美から「キャンディ乞うたろう」と命名。これを機に、同番組では期間限定で「キャンディ乞うたろう」と名乗っていた。同年7月から一時、「列島リレーニュース」以外のパートで「カンディこうたろう」と称していたが、以降の放送では全編を通じて本名に戻している。
ラジオセンターへの配属中に、自身の本名とNHKアナウンサーである旨を記したメッセージを、『久米宏 ラジオなんですけど』（TBSラジオ）へ送ったことがある。メッセージは実際に採用されたが、NHK嫌いを公言しているパーソナリティの久米宏に軽くあしらわれただけで終わった。
また、NHK帯広放送局時代の2020年1月1日には、『福島のぶひろの大新年会!おめでとう日本!』（毎日放送アナウンサーの福島暢啓がメインパーソナリティを務めたMBSラジオの新春特別番組）15時台のコーナー「やきそばかおるの全国ラジオキコウスペシャル!」（やきそばが推薦した全国各地のラジオパーソナリティと福島を生放送の最中に電話でつなぐ企画）に「北海道・東北代表」として出演。2018年に『ごごラジ!』のリスナーが「神門の顔が信宗啓太（よふかしイエロー）に似ている」というメッセージを『次は〜新福島!=第2章・芽生え=』（福島がパーソナリティ・信宗がコーナーレギュラーとして出演していた同局のナイターオフ期間限定番組）に送ったことが番組ぐるみでの交流にまで発展していたことを背景に、「NHK地方局の正職員である現役アナウンサーが民放ラジオ局の生放送番組に出演する」という異例の事態へ至った。ちなみに、『ごごラジ!』でも神門のパーソナリティ最終年度（2018年度）に「みんなでラジオ愛を語ろう」というコーナーを月曜日の14時台に設けていたことから、2019年1月7日放送分の同コーナーで福島をゲストに迎えている。
帯広放送局のアナウンサー紹介ページ（2021年度）では尊敬する人物として名前こそ「上ちゃん」とぼかしているものの、元ニッポン放送アナウンサーの上柳昌彦をあげていた。2023年度から札幌放送局に異動して夕方ニュースのキャスターを担当する（詳細後述）ことが発表されると、上柳が担当している『あさぼらけ』へ神門が報告のメールを送り、そのメールは全国ネットの4時台で実際に読まれた。そのメールには、北海道のSTVラジオでの『あさぼらけ』のネットが2020年度をもって終了したことを受けて「STVラジオでも4時台のあさぼらけのネットが再開されるよう念を送りながら仕事に励みます」といった内容も記されていたという。

## 担当番組
太字は、担当中の番組

### 高松放送局時代
- 香川県のニュース・中継・リポート
- いきいき香川
- ニュースアップ香川

### 静岡放送局時代
- おはよう静岡
- たっぷり静岡（2007・2008年度）
- 生中継 ふるさと一番!（2009年10月5日・6日）[7]
- フジヤマTV、フジヤマの金3（2009年4月 - 2010年7月）
- 静岡県のニュース・中継・リポート

### 名古屋放送局時代（ - 2014年度）
- 情報フレッシュ便 さらさらサラダ
- かんどアナの東海ピックアップ
- 夕刊 ゴジらじ（キャスター）
- ウイークエンド中部（2011年1月8日、山田康弘の代理）
- ほっとイブニング（不定期・望月啓太のキャスター代行など、2014年度。）
- 東海北陸のニュース・中継・リポート

### ラジオセンター（2015年度 - 2019年7月）
- 午後のまりやーじゅ アナウンサー（金曜日担当）（2015年4月 - 2016年3月）
- ごごラジ!（2016年4月 - 2019年3月）
- らじるセレクト 土曜日・日曜日の冒頭末尾（2015年4月 - 2019年8月）
- らじるの時間（2019年4月 - 8月）
- 発掘!ラジオアーカイブス（NHKラジオ第1、2019年4月 - 9月）

### 帯広放送局時代（2019年8月 - 2022年度）
- まるごと雑談ラジオ〜がんばろう北海道〜（NHK札幌放送局、2020年3月16日 - 19日、詳細前述）
- 福島のぶひろの大新年会!おめでとう日本!（MBSラジオ、2020年1月1日）
- 高専ロボコン2020「北海道地区大会」（NHK北海道　司会）
- ラジオ100年プロジェクト キクコトノミライ（ラジオ第1：2023年1月20日[8]） - 電話ゲスト出演
- あさイチ（2023年1月23日 - 26日） - 中継リポーター
- ほっとニュース北海道 とかち → ほっとニュースぐるっと道東![9]（総合テレビ：2022年4月 ｰ 2023年3月24日）
- 道東のニュース・気象情報（ラジオ第1：2022年4月 ｰ 2023年3月）
- 真打ち競演（ラジオ第1） - 司会
  - 「北海道清水町」（2022年7月9日・16日）
  - 「北海道中標津町」（2022年10月1日・8日）
- 帯広放送局コールサインアナウンス
- 十勝の話題と音楽 → 釧路根室十勝のすべて[10]（ラジオ第1：2022年4月 - 2023年3月8日）
  - この番組は、神門自身が、番組の立ち上げに関わっていた。
  - ラジオ第1・北海道道東地域ローカルの地上波で、毎月3回（連続した平日3日間の午後5時台）、50分間生放送していた。
  - NHKネットラジオ　らじる★らじるでは、地上波での放送後、期間限定の聞き逃し配信も行っていた。

### 札幌放送局時代（2023年度 - ）
- ほっとニュース北海道・ほっとニュース道央いぶりDAYひだか（キャスター：2023年4月3日 - ）
- 北海道のなにか（ラジオ第1：2023年4月 - ）
  - ラジオ第1・北海道ローカルの地上波で、毎月1回、午後8時から約2時間生放送。
  - NHKネットラジオ らじる★らじるを通して、全国から生放送で聴取することができる。また、期間限定の聴き逃し配信も行う。
- NHKのど自慢予選会IN旭川市（2024年12月6日、道北・オホーツク地域向け） - ナレーション